# Болонь (Рязанская область)
Болонь — посёлок в России, расположен в Клепиковском районе Рязанской области. Является административным центром Болоньского сельского поселения.

## Полезные ископаемые и экономика
В посёлке находятся торфяные залежи, добычу и продажу которых производит организация «Peter Peat».

## Географическое положение
Посёлок Болонь расположен примерно в 11 км к юго-западу от центра города Спас-Клепики. Ближайшие населённые пункты — село Ершово к северу, село Задне-Пилево к востоку и посёлок станции Пилево к западу.

## История
Посёлок был основан в 1952 г. при торфодобывающем предприятии на торфяных болотах, издавна называвшихся "Болонь". Название происходит от старославянского слова боло́ння, означавшего мокрое, затопляемое место (отсюда так же Оболонь).
Торфодобывающее предприятие поставляло торф на Шатурскую ГРЭС, используя Рязанско-Владимирскую узкоколейную железную дорогу, а с 1972 г.  используя железнодорожную ветку Кривандино — Рязановка Московской железной дороги.
В конце 2008 г. Мещерское торфопредприятие в п. Болонь прекратило поставку торфа на Шатурскую ГРЭС. В 2013 г. в поселке открылся современный завод по производству торфяных удобрений.
В поселке сохраняется одна из последних действующих в России Узкоколейная железная дорога Мещерского торфопредприятия.

## Население
| 2010 |
| ---- |
| 1717 |

## Улицы
Уличная сеть поселка состоит из 10 улиц (1-я Линия, 60 лет Октября, Железнодорожная, Линейная, Озерная, Садовая, Строителей, Торговая, Центральная, Школьная).

## Транспорт и связь
Посёлок находится в 4 км от автомобильной дороги Р123 Рязань - Клепики и имеет регулярное автобусное сообщение с областным и районным центром.

В поселке находится одноимённое отделение почтовой связи (индекс 391043).